# Балбухта (разъезд)
Балбу́хта (в переводе с якутского «стланик») — железнодорожный разъезд Восточно-Сибирской железной дороги Байкало-Амурской магистрали в Каларском районе Забайкальского края (1602 км).

## История
29 сентября 1984 года в 10 часов 10 минут по московскому времени на 1603 км Байкало-Амурской магистрали было уложено «Золотое звено», сомкнувшее рельсы западного и восточного участков, ознаменовав тем самым открытие сквозного движения поездов на всём протяжении магистрали. Комсомольско-молодёжные бригады Александра Бондаря и Ивана Варшавского, шедшие навстречу друг другу долгие 10 лет, встретились, увенчав тем самым труд десятков тысяч строителей БАМа.